# Val-de-la-Haye
Val-de-la-Haye är en kommun i departementet Seine-Maritime i regionen Normandie i nordvästra Frankrike. Kommunen ligger i kantonen Canteleu som tillhör arrondissementet Rouen. År 2022 hade Val-de-la-Haye 699 invånare.

## Befolkningsutveckling
| Befolkningsutvecklingen i Val-de-la-Haye 1968–2021 | Befolkningsutvecklingen i Val-de-la-Haye 1968–2021 | Befolkningsutvecklingen i Val-de-la-Haye 1968–2021 | Befolkningsutvecklingen i Val-de-la-Haye 1968–2021 | Befolkningsutvecklingen i Val-de-la-Haye 1968–2021 |
| -------------------------------------------------- | -------------------------------------------------- | -------------------------------------------------- | -------------------------------------------------- | -------------------------------------------------- |
|                                                    |                                                    |                                                    |                                                    |                                                    |
| År                                                 |                                                    |                                                    | Folkmängd                                          |                                                    |
| 1968                                               | 1968                                               |                                                    | 754                                                |                                                    |
| 1975                                               | 1975                                               |                                                    | 669                                                |                                                    |
| 1982                                               | 1982                                               |                                                    | 715                                                |                                                    |
| 1990                                               | 1990                                               |                                                    | 805                                                |                                                    |
| 1999                                               | 1999                                               |                                                    | 789                                                |                                                    |
| 2007                                               | 2007                                               |                                                    | 746                                                |                                                    |
| 2015                                               | 2015                                               |                                                    | 699                                                |                                                    |
| 2021                                               | 2021                                               |                                                    | 708                                                |                                                    |